# Henry Adonis Romero
Henry Adonis Romero Velásquez (Tegucigalpa, Francisco Morazán, Honduras, 12 de agosto de 1996) es un futbolista hondureño. Juega de delantero. Actualmente juega en el Atlético Independiente de la Liga de Ascenso de Honduras.

## Trayectoria

### Marathón
Llegó al club con 16 años, enrolándose inicialmente con las reservas. El 9 de enero de 2016, realizó su debut profesional con el Marathón, bajo el mando del DT Jairo Ríos, en un encuentro que los verdolagas perdieron por 2-1 ante Honduras Progreso en el Estadio Yankel Rosenthal. Su primer gol profesional lo anotó el 29 de enero de 2017, durante un enfrentamiento clásico contra Olimpia, el cual concluyó con derrota de 3-2. El 25 de enero de 2018, convirtió su primer doblete durante una victoria por 3-2 contra Lobos UPNFM. 

## Clubes
| Club                   | País        | Año             |
| ---------------------- | ----------- | --------------- |
| Marathón               | Honduras    | 2016 - 2020     |
| Real Sociedad          | Honduras    | 2020            |
| Platense               | Honduras    | 2021 - 2022     |
| Lobos UPNFM            | Honduras    | 2022            |
| Jocoro                 | El Salvador | 2022 - 2023     |
| Atlético Independiente | Honduras    | 2023 - Presente |

## Estadísticas
| Club              | Temporada     | Liga  | Liga  | Copa Nacional | Copa Nacional | Copa Internacional | Copa Internacional | Total | Total |
| Club              | Temporada     | Part. | Goles | Part.         | Goles         | Part.              | Goles              | Part. | Goles |
| ----------------- | ------------- | ----- | ----- | ------------- | ------------- | ------------------ | ------------------ | ----- | ----- |
| Marathón Honduras | 2015/16       | 4     | 0     | -             | -             | -                  | -                  | 4     | 0     |
| Marathón Honduras | 2016/17       | 6     | 1     | -             | -             | -                  | -                  | 6     | 1     |
| Marathón Honduras | 2017/18       | 19    | 4     | -             | -             | -                  | -                  | 19    | 4     |
| Marathón Honduras | 2018/19       | 15    | 3     | -             | -             | -                  | -                  | 15    | 3     |
| Marathón Honduras | 2019/20       | 2     | 0     | -             | -             | -                  | -                  | 2     | 0     |
| Marathón Honduras | Total         | 46    | 8     | 0             | 0             | 0                  | 0                  | 46    | 8     |
| Total carrera     | Total carrera | 46    | 8     | 0             | 0             | 0                  | 0                  | 46    | 8     |

## Palmarés

### Campeonatos nacionales
| Título                | Club     | País     | Año  |
| --------------------- | -------- | -------- | ---- |
| Copa de Honduras      | Marathón | Honduras | 2017 |
| Torneo Clausura       | Marathón | Honduras | 2018 |
| Supercopa de Honduras | Marathón | Honduras | 2019 |